# Los Angeles Kings
Los Angeles Kings är en amerikansk ishockeyorganisation vars lag är baserat i Los Angeles i  Kalifornien. Laget bildades den 9 februari 1966 och blev då en medlemsorganisation till National Hockey League (NHL). Kings spelar sina hemmamatcher på Crypto.com Arena dit organisationen flyttade 1999 efter att ha spelat i The Forum i förorten Inglewood i 32 år. Laget spelar i Pacific Division tillsammans med Anaheim Ducks, Calgary Flames, Edmonton Oilers, San Jose Sharks, Seattle Kraken, Vancouver Canucks och Vegas Golden Knights.
Kings har vunnit Stanley Cup för säsongerna 2011–2012 och 2013–2014. De har haft en del namnkunniga spelare genom åren som Wayne Gretzky, Luc Robitaille, Marcel Dionne, Dave Taylor, Rob Blake, Jonathan Quick, Bernie Nicholls, Butch Goring, Žigmund Pálffy, Tony Granato, Mattias Norström, Jari Kurri, Tomas Sandström, Larry Murphy, Larry Robinson och Marty McSorley.

## Historia
Säsongen 1992/1993 tog de sig till final i Stanley Cup men fick där se sig besegrade av Montreal Canadiens. Säsongen 2011/12 gick de åter till final och vann mot New Jersey Devils.
Säsongen 2006/2007 debuterade målvakten Yutaka Fukufuji i NHL-sammanhang, och blev därmed den förste Japanfödde NHL-spelaren någonsin. Fukufujis första framträdande var ett inhopp mot St. Louis Blues.

### Stanley Cup-slutspel

#### 1960-talet
- 1968 – Förlorade i första ronden mot Minnesota North Stars med 4–3 i matcher.
- 1969 – Förlorade i andra ronden mot St. Louis Blues med 4–0 i matcher.

#### 1970-talet
- 1970 – Missade slutspel.
- 1979 – Förlorade i första ronden mot New York Rangers med 2–0 i matcher.

#### 1980-talet
- 1980 – Förlorade i första ronden mot New York Islanders med 3–1 i matcher.
- 1989 – Förlorade i andra ronden mot Calgary Flames med 4–0 i matcher.

#### 1990-talet
- 1990 – Förlorade i andra ronden mot Edmonton Oilers med 4–0 i matcher.
- 1999 – Missade slutspel.

#### 2000-talet
- 2000 – Förlorade i första omgången mot Detroit Red Wings med 4–0 i matcher.
- 2007 – Missade slutspel.
- 2008 – Missade slutspel.
- 2009 - Missade slutspel.

#### 2010-talet
- 2010 – Förlorade i första omgången mot Vancouver Canucks med 4–2 i matcher.
- 2011 – Förlorade i första omgången mot San Jose Sharks med 4–2 i matcher.

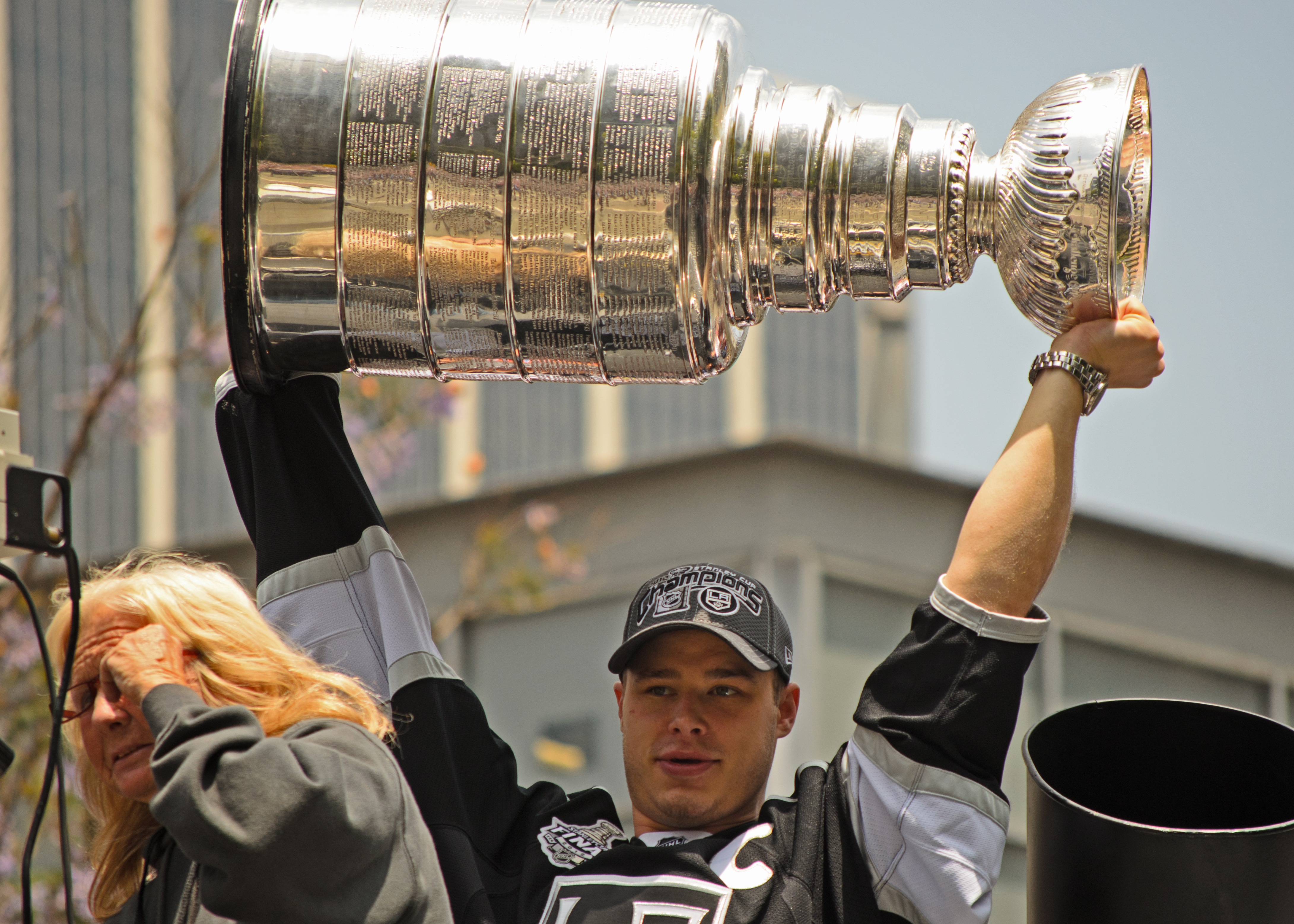
Lagkaptenen Dustin Brown med Stanley Cup-pokalen.

- 2012 – Vann finalen mot New Jersey Devils med 4–2 i matcher.
  - Jonathan Bernier, Dustin Brown (C), Jeff Carter, Marc-André Cliche, Kyle Clifford, Drew Doughty, Davis Drewiske, Colin Fraser, Simon Gagné, Matt Greene, Martin Jones, Dwight King, Anže Kopitar, Trevor Lewis, Andrej Loktionov, Alec Martinez, Willie Mitchell, Jake Muzzin, Jordan Nolan, Scott Parse, Dustin Penner, Jonathan Quick, Mike Richards, Brad Richardson, Rob Scuderi, Jarret Stoll, Vjatjeslav Vojnov, Kevin Westgarth & Justin Williams – Darryl Sutter.
- 2013 – Förlorade i tredje omgången mot Chicago Blackhawks med 4–1 i matcher.
- 2014 – Vann finalen mot New York Rangers med 4–1 i matcher.
  - Dustin Brown (C), Andrew Campbell, Jeff Carter, Kyle Clifford, Drew Doughty, Colin Fraser, Marián Gáborík, Matt Greene, Martin Jones, Dwight King, Anže Kopitar, Trevor Lewis, Alec Martinez, Brayden McNabb, Willie Mitchell, Jake Muzzin, Jordan Nolan, Tanner Pearson, Jonathan Quick, Robyn Regehr, Mike Richards, Jeff Schultz, Jarret Stoll, Tyler Toffoli, Linden Vey, Vjatjeslav Vojnov & Justin Williams – Darryl Sutter.
- 2015 – Missade slutspel.
- 2019 – Missade slutspel.

#### 2020-talet
- 2020 – Missade slutspel.
- 2025 – Förlorade i första omgången mot Edmonton Oilers med 4–2 i matcher.

Spelare med kursiv stil fick inte sina namn ingraverade på Stanley Cup-pokalen.

## Nuvarande spelartrupp

### Spelartruppen 2025/2026
Senast uppdaterad: 2 augusti 2025.

Alla spelare som har kontrakt med Los Angeles Kings och har spelat för dem under aktuell säsong listas i spelartruppen. Spelarnas löner är i amerikanska dollar och är vad de skulle få ut om de vore i NHL-truppen under hela grundserien (oktober–april). Löner i kursiv stil är ej bekräftade.
| Målvakter                                                                                     | Målvakter | Målvakter         | Målvakter        | Målvakter   | Målvakter | Målvakter | Målvakter      | Målvakter                | Målvakter | Målvakter |
| Nr                                                                                            |           | Namn              | Namn             | Lön 25/26   |           | Kontrakt  | Kom till laget | Kom ifrån                |           |           |
| --------------------------------------------------------------------------------------------- | --------- | ----------------- | ---------------- | ----------- | --------- | --------- | -------------- | ------------------------ | --------- | --------- |
| 1                                                                                             | Sverige   | Erik Portillo     | Erik Portillo    | $775 000    | [ 12 ]    | 2027      | 2024           | Ontario Reign            |           |           |
| 29                                                                                            | USA       | Pheonix Copley    | Pheonix Copley   | $775 000    | [ 13 ]    | 2026      | 2024           | Ontario Reign            |           |           |
| 35                                                                                            | Kanada    | Darcy Kuemper     | Darcy Kuemper    | $4 500 000  | [ 14 ]    | 2027      | 2024           | Washington Capitals      |           |           |
| --                                                                                            | Sverige   | Anton Forsberg    | Anton Forsberg   | $2 250 000  | [ 15 ]    | 2027      | 2025           | Ottawa Senators          |           |           |
| --                                                                                            | Kanada    | Carter George     | Carter George    | $875 000    | [ 16 ]    | 2028      | 2025           | Owen Sound Attack        |           |           |
| Backar                                                                                        |           |                   |                  |             |           |           |                |                          |           |           |
| Nr                                                                                            |           | Namn              | Namn             | Lön 25/26   |           | Kontrakt  | Kom till laget | Kom ifrån                |           |           |
| 6                                                                                             | Kanada    | Joel Edmundson    | Joel Edmundson   | $4 500 000  | [ 17 ]    | 2028      | 2024           | Toronto Maple Leafs      |           |           |
| 7                                                                                             | Kanada    | Kyle Burroughs    | Kyle Burroughs   | $1 100 000  | [ 18 ]    | 2026      | 2024           | San Jose Sharks          |           |           |
| 8                                                                                             | Kanada    | Drew Doughty − A  | Drew Doughty − A | $11 000 000 | [ 19 ]    | 2027      | 2008           | Guelph Storm             |           |           |
| 40                                                                                            | Kanada    | Joe Hicketts      | Joe Hicketts     | $775 000    | [ 20 ]    | 2027      | 2023           | Iowa Wild                |           |           |
| 43                                                                                            | Sverige   | Jacob Moverare    | Jacob Moverare   | $775 000    | [ 21 ]    | 2026      | 2024           | Ontario Reign            |           |           |
| 44                                                                                            | USA       | Mikey Anderson    | Mikey Anderson   | $4 200 000  | [ 22 ]    | 2031      | 2020           | Ontario Reign            |           |           |
| 51                                                                                            | Tjeckien  | Jakub Dvořák      | Jakub Dvořák     | $900 000    | [ 23 ]    | 2028      | 2024           | HC Bílí Tygři Liberec    |           |           |
| 81                                                                                            | Kanada    | Angus Booth       | Angus Booth      | $852 500    | [ 24 ]    | 2027      | 2023           | Cataractes de Shawinigan |           |           |
| 92                                                                                            | Kanada    | Brandt Clarke     | Brandt Clarke    | $832 500    | [ 25 ]    | 2026      | 2024           | Ontario Reign            |           |           |
| --                                                                                            | Kanada    | Samuel Bolduc     | Samuel Bolduc    | $775 000    | [ 26 ]    | 2026      | 2025           | Bridgeport Islanders     |           |           |
| --                                                                                            | Kanada    | Cody Ceci         | Cody Ceci        | $4 500 000  | [ 27 ]    | 2029      | 2025           | Dallas Stars             |           |           |
| --                                                                                            | USA       | Brian Dumoulin    | Brian Dumoulin   | $4 000 000  | [ 28 ]    | 2028      | 2025           | New Jersey Devils        |           |           |
| --                                                                                            | Ryssland  | Kirill Kirsanov   | Kirill Kirsanov  | $925 000    | [ 29 ]    | 2027      | 2025           | Torpedo Nizjnij Novgorod |           |           |
| --                                                                                            | Finland   | Otto Salin        | Otto Salin       | $862 500    | [ 30 ]    | 2028      | 2025           | HC TPS                   |           |           |
| --                                                                                            | Kanada    | Jared Woolley     | Jared Woolley    | $862 500    | [ 31 ]    | 2028      | 2025           | London Knights           |           |           |
| Forwards                                                                                      |           |                   |                  |             |           |           |                |                          |           |           |
| Nr                                                                                            |           | Namn              | Pos              | Lön 25/26   |           | Kontrakt  | Kom till laget | Kom ifrån                |           |           |
| 9                                                                                             | Sverige   | Adrian Kempe      | VF/HF            | $5 500 000  | [ 32 ]    | 2026      | 2017           | Ontario Reign            |           |           |
| 11                                                                                            | Slovenien | Anže Kopitar − C  | C                | $7 000 000  | [ 33 ]    | 2026      | 2006           | Södertälje SK            |           |           |
| 12                                                                                            | USA       | Trevor Moore      | HF/VF            | $4 500 000  | [ 34 ]    | 2028      | 2020           | Toronto Maple Leafs      |           |           |
| 14                                                                                            | USA       | Alex Laferriere   | HF               | $3 500 000  | [ 35 ]    | 2028      | 2023           | Ontario Reign            |           |           |
| 15                                                                                            | USA       | Alex Turcotte     | C                | $775 000    | [ 36 ]    | 2027      | 2024           | Ontario Reign            |           |           |
| 22                                                                                            | Schweiz   | Kevin Fiala       | VF/HF            | $8 750 000  | [ 37 ]    | 2029      | 2022           | Minnesota Wild           |           |           |
| 24                                                                                            | Kanada    | Phillip Danault   | C                | $5 750 000  | [ 38 ]    | 2027      | 2021           | Montreal Canadiens       |           |           |
| 37                                                                                            | Kanada    | Warren Foegele    | VF/HF            | $3 500 000  | [ 39 ]    | 2027      | 2024           | Edmonton Oilers          |           |           |
| 39                                                                                            | Kanada    | Jeff Malott       | VF               | $775 000    | [ 40 ]    | 2026      | 2025           | Ontario Reign            |           |           |
| 41                                                                                            | Kanada    | Akil Thomas       | C                | $775 000    | [ 41 ]    | 2026      | 2024           | Ontario Reign            |           |           |
| 42                                                                                            | Slovakien | Martin Cromiak    | HF               | $775 000    | [ 42 ]    | 2026      | 2022           | Kingston Frontenacs      |           |           |
| 47                                                                                            | Sverige   | Andre Lee         | VF/C             | $775 000    | [ 43 ]    | 2027      | 2024           | Ontario Reign            |           |           |
| 52                                                                                            | Kanada    | Taylor Ward       | HF               | $775 000    | [ 44 ]    | 2026      | 2022           | Omaha Mavericks          |           |           |
| 55                                                                                            | Kanada    | Quinton Byfield   | C/VF             | $7 000 000  | [ 45 ]    | 2029      | 2021           | Sudbury Wolves           |           |           |
| 73                                                                                            | Kanada    | Francesco Pinelli | C                | $800 000    | [ 46 ]    | 2026      | 2023           | Kitchener Rangers        |           |           |
| 74                                                                                            | Finland   | Aatu Jämsen       | HF               | $852 500    | [ 47 ]    | 2026      | 2024           | Pelicans                 |           |           |
| 79                                                                                            | Finland   | Samuel Helenius   | C                | $775 000    | [ 48 ]    | 2026      | 2024           | Ontario Reign            |           |           |
| 88                                                                                            | Kanada    | Kaleb Lawrence    | HF               | $852 500    | [ 49 ]    | 2027      | 2024           | London Knights           |           |           |
| 89                                                                                            | Kanada    | Koehn Ziemmer     | HF               | $875 000    | [ 50 ]    | 2028      | 2024           | Prince George Cougars    |           |           |
| 96                                                                                            | Ryssland  | Andrej Kuzmenko   | VF/HF            | $4 300 000  | [ 51 ]    | 2026      | 2025           | Philadelphia Flyers      |           |           |
| --                                                                                            | Finland   | Joel Armia        | HF/VF            | $2 500 000  | [ 52 ]    | 2027      | 2025           | Montreal Canadiens       |           |           |
| --                                                                                            | USA       | Logan Brown       | C                | $775 000    | [ 53 ]    | 2026      | 2025           | Syracuse Crunch          |           |           |
| --                                                                                            | USA       | Kenny Connors     | C                | $867 500    | [ 54 ]    | 2027      | 2025           | UMass Minutemen          |           |           |
| --                                                                                            | Kanada    | Glenn Gawdin      | C/HF             | $775 000    | [ 55 ]    | 2026      | 2024           | San Diego Gulls          |           |           |
| --                                                                                            | Kanada    | Liam Greentree    | HF               | $975 000    | [ 56 ]    | 2028      | 2024           | Windsor Spitfires        |           |           |
| --                                                                                            | USA       | Cole Guttman      | C                | $775 000    | [ 57 ]    | 2027      | 2025           | Rockford Icehogs         |           |           |
| --                                                                                            | Kanada    | Corey Perry       | HF               | $2 000 000  | [ 58 ]    | 2026      | 2025           | Edmonton Oilers          |           |           |
| --                                                                                            | Kanada    | Jack Studnicka    | HF/C             | $775 000    | [ 59 ]    | 2026      | 2024           | San Jose Barracuda       |           |           |
| --                                                                                            | USA       | Jared Wright      | HF               | $867 500    | [ 60 ]    | 2027      | 2025           | Denver Pioneers          |           |           |
| Positioner: C – HF – VF – YF \| C = Lagkapten; A = Assisterande lagkapten \| = Långtidsskadad |           |                   |                  |             |           |           |                |                          |           |           |

#### Spelargalleri

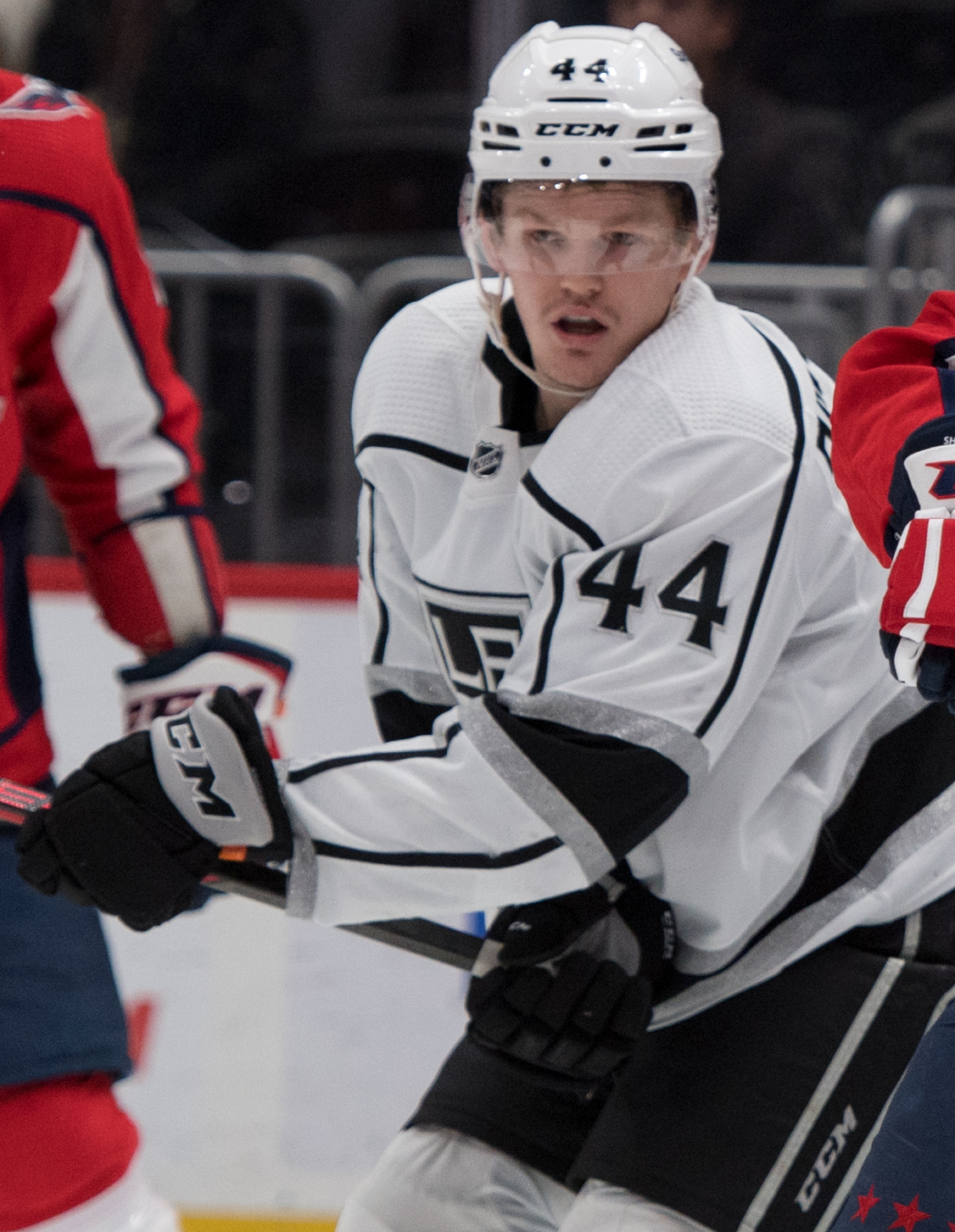
Mikey Anderson
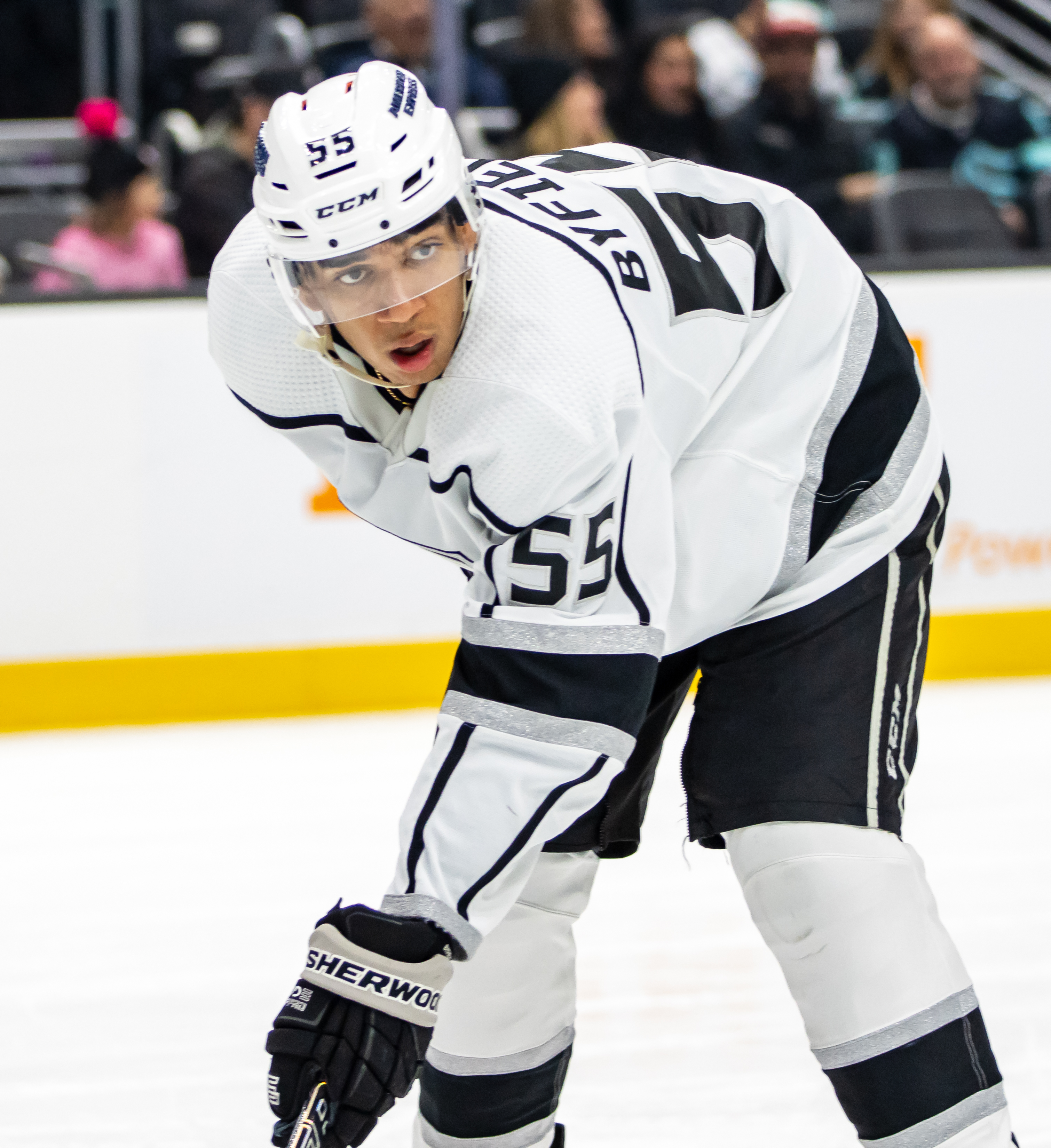
Quinton Byfield
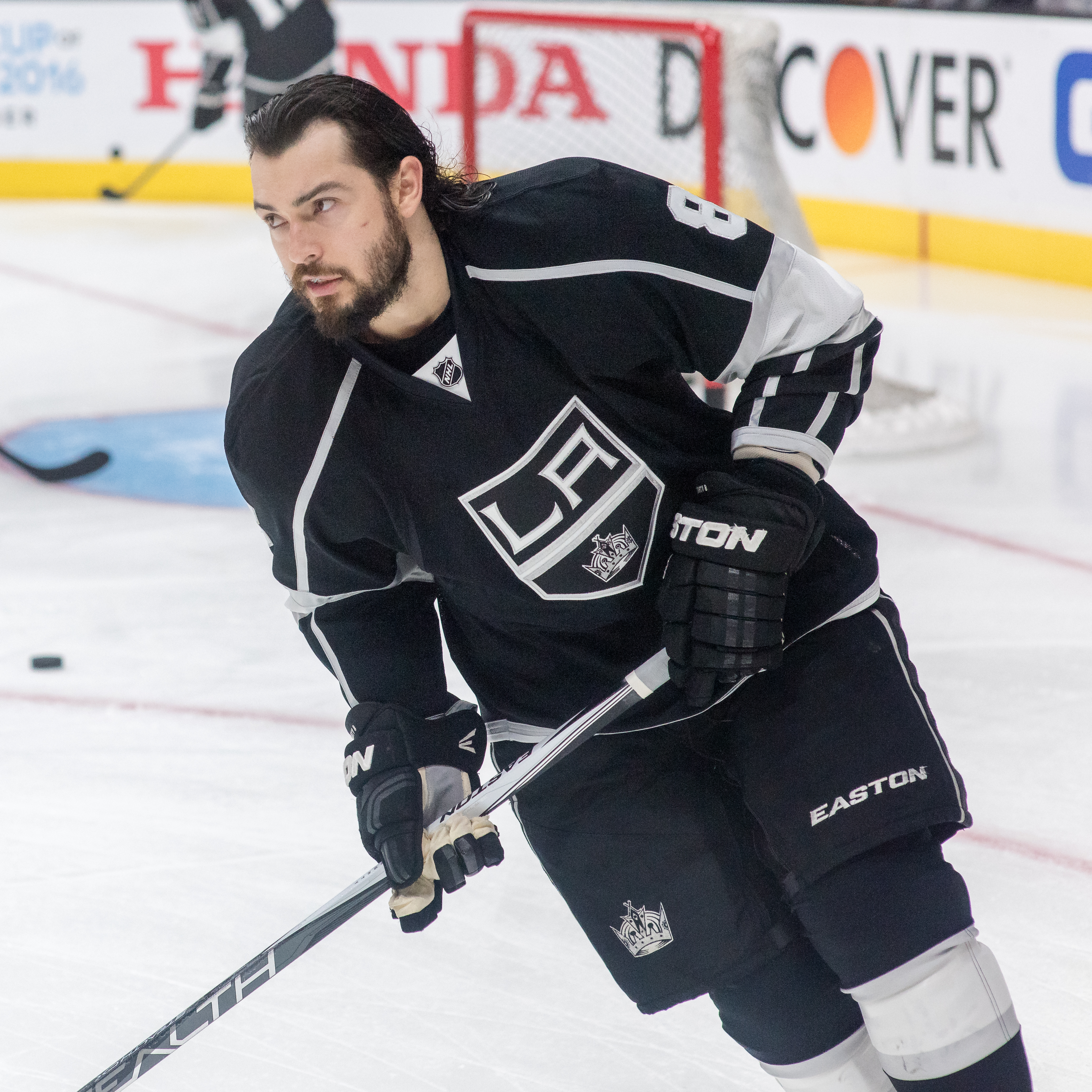
Drew Doughty
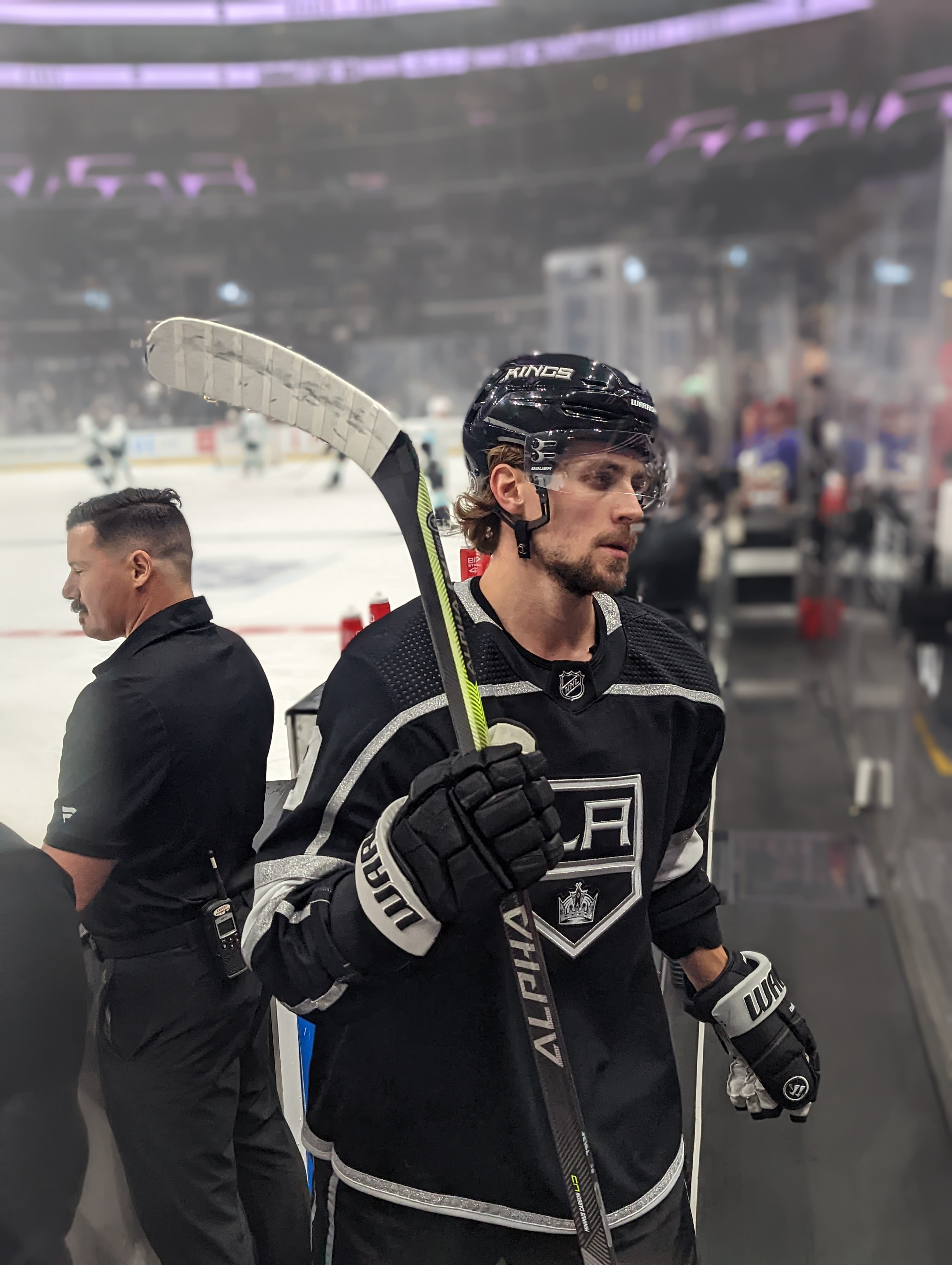
Adrian Kempe
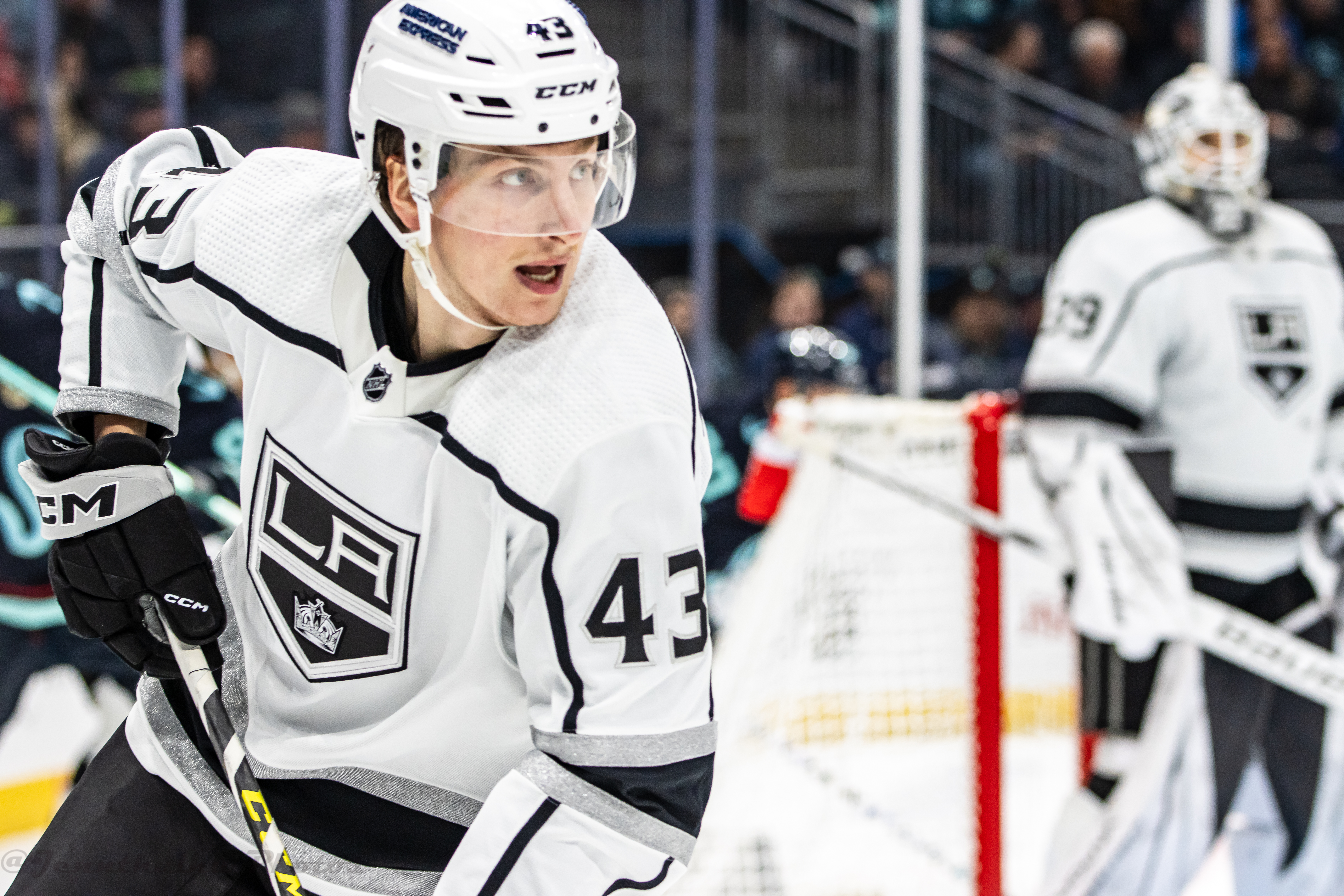
Jacob Moverare

## Staben
Uppdaterat: 14 maj 2025
| Yrkestitel                         | Namn           |
| ---------------------------------- | -------------- |
| President för ishockeyverksamheten | Luc Robitaille |
| General manager                    | Ken Holland    |
| Tränare                            | Jim Hiller     |
| Assisterande tränare               | Derik Johnson  |
|                                    | D.J. Smith     |
| Målvaktstränare                    | Mike Buckley   |

## Utmärkelser

### Pensionerade nummer
Kings har pensionerat fem spelarnummer sedan bildandet av organisationen. NHL själva pensionerade också Wayne Gretzky:s spelarnummer så att ingen annan spelare får någonsin bära den igen.
| - #16 Marcel Dionne, 1975–87 - #18 Dave Taylor, 1977–94 - #20 Luc Robitaille, 1986–94, 1997–01, 2003–06 | - #30 Rogatien Vachon, 1972–78 - #99 Wayne Gretzky, 1988–96, NHL |

### Hall of Famers
| - Terry Sawchuk, spelare invald 1971, spelade i Kings mellan 1967 och 1968. - Harry Howell, spelare invald 1979, spelade i Kings mellan 1971 och 1973. - Jake Milford, ledare invald 1984, var general manager för Kings mellan 1973 och 1977. - Bob Pulford, spelare invald 1991, spelade i Kings mellan 1970 och 1972. - Marcel Dionne, spelare invald 1992, spelade i Kings mellan 1975 och 1987. - Steve Shutt, spelare invald 1993, spelade i Kings mellan 1984 och 1985. - Billy Smith, spelare invald 1993, spelade i Kings mellan 1971 och 1972. - Larry Robinson, spelare invald 1995, spelade i Kings mellan 1989 och 1992. | - Wayne Gretzky, spelare invald 1999, spelade i Kings mellan 1988 och 1996. - Jari Kurri, spelare invald 2001, spelade i Kings mellan 1991 och 1996. - Roger Neilson, ledare invald 2002, var coach för Kings 1984. - Grant Fuhr, spelare invald 2003, spelade i Kings 1995. - Paul Coffey, spelare invald 2004, spelade i Kings mellan 1991 och 1993. - Larry Murphy, spelare invald 2004, spelade i Kings mellan 1980 och 1984. - Dick Duff, spelare invald 2006, spelade i Kings 1970. - Luc Robitaille, spelare invald 2009, spelade i Kings mellan 1986 och 1994, 1997 och 2001 samt 2003 och 2006. |

### Troféer

#### Lag
| Stanley Cup - 2011–2012 Clarence S. Campbell Bowl - 1992–1993, 2011–2012, 2013–2014 Art Ross Trophy - Marcel Dionne: 1979–1980 - Wayne Gretzky: 1989–1990, 1990–1991, 1993–1994 Bill Masterton Memorial Trophy - Butch Goring: 1977–1978 - Bob Bourne: 1987–1988 - Dave Taylor: 1990–1991 Calder Memorial Trophy - Luc Robitaille: 1986–1987 Conn Smythe Trophy - Jonathan Quick: 2011–2012 | Hart Memorial Trophy - Wayne Gretzky: 1988–1989 Jack Adams Award - Bob Pulford: 1974–1975 James Norris Memorial Trophy - Rob Blake: 1997–1998 Lady Byng Memorial Trophy - Marcel Dionne: 1976–1977 - Butch Goring: 1977–1978 - Wayne Gretzky: 1990–1991, 1991–1992, 1993–1994 Lester B. Pearson Award - Marcel Dionne: 1978–1979, 1979–1980 NHL Plus/Minus Award - Marty McSorley: 1990–1991 NHL Foundation Player Award - Dustin Brown: 2010–2011 |

## Ledare

### General manager
| - Larry Regan, 1967–1973 - Jake Milford, 1973–1977 - George Maguire, 1977–1984 - Rogie Vachon, 1984–1992 - Nick Beverley, 1992–1994 | - Sam McMaster, 1994–1997 - Nick Beverley, 1997–2006 - Dean Lombardi, 2006–20171 - Rob Blake, 2017–2025 - Ken Holland, 2025– |

### Tränare
| - Red Kelly, 1967–1969 - Hal Laycoe, 1969 - Johnny Wilson, 1969–1970 - Larry Regan, 1970–1971 - Fred Glover, 1971–1972 - Bob Pulford, 1972–1977 - Ron Stewart, 1977–1978 - Bob Berry, 1978–1981 - Parker MacDonald, 1981–1982 - Don Perry, 1982–1984 - Rogie Vachon, 1984 - Roger Neilson, 1984 - Pat Quinn, 1984–1987 - Mike Murphy, 1987 - Rogie Vachon, 1987 | - Robbie Ftorek, 1987–1989 - Tom Webster, 1989–1992 - Barry Melrose, 1992–1995 - Rogie Vachon, 1995 - Larry Robinson, 1995–1999 - Andy Murray, 1999–2006 - John Torchetti, 2006 - Marc Crawford, 2006–2008 - Terry Murray, 2008–2011 - John Stevens, 2011 - Darryl Sutter, 2011–20171 - John Stevens, 2017–2018 - Willie Desjardins, 2018–2019 - Todd McLellan, 2019–2024 - Jim Hiller, 2024– |

### Lagkaptener
| - Bob Wall, 1967–1969 - Larry Cahan, 1969–1971 - Bob Pulford, 1971–1973 - Terry Harper, 1973–1975 - Mike Murphy, 1975–1981 - Dave Lewis, 1981–1983 - Terry Ruskowski, 1983–1985 - Dave Taylor, 1986–1989 - Wayne Gretzky, 1989–1996 - Luc Robitaille, 1992 | - Rob Blake, 1996–2001 - Mattias Norström, 2001–2007 - Luc Robitaille, 2006 - Rob Blake, 2007–2008 - Dustin Brown, 2008–20161 - Anže Kopitar, 2016– |

1 Vann Stanley Cup med Kings.

## Statistik
Uppdaterat efter 2011-12

### Poängledare
Topp tio för mest poäng i klubbens historia. Siffrorna uppdateras efter varje genomförd säsong.

Pos = Position; SM = Spelade matcher; M = Mål; A = Assists; P = Poäng; P/M = Poäng per match * = Fortfarande aktiv i laget ** = Fortfarande aktiv i NHL

#### Grundserie
| Spelare         | Pos | SM    | M   | A   | P     | P/M  |
| Marcel Dionne   | C   | 921   | 550 | 757 | 1,307 | 1.41 |
| Luc Robitaille  | VF  | 1,077 | 557 | 597 | 1,154 | 1.07 |
| Dave Taylor     | HF  | 1,111 | 431 | 638 | 1,069 | .96  |
| Wayne Gretzky   | C   | 539   | 246 | 672 | 918   | 1.70 |
| Bernie Nicholls | C   | 602   | 327 | 431 | 758   | 1.25 |
| Butch Goring    | C   | 736   | 275 | 384 | 659   | .89  |
| Rob Blake       | B   | 805   | 161 | 333 | 494   | .61  |
| James Fox       | HF  | 578   | 186 | 293 | 479   | .82  |
| Charles Simmer  | VF  | 384   | 222 | 244 | 466   | 1.21 |
| Mike Murphy     | HF  | 673   | 194 | 263 | 457   | .67  |

#### Slutspel
| Spelare         | Pos | SM | M  | A  | P  | P/M  |
| Wayne Gretzky   | C   | 60 | 29 | 65 | 94 | 1.56 |
| Luc Robitaille  | VF  | 94 | 41 | 48 | 89 | .94  |
| Dave Taylor     | HF  | 92 | 26 | 33 | 59 | .64  |
| Tomas Sandström | HF  | 50 | 17 | 28 | 45 | .90  |
| Marcel Dionne   | C   | 43 | 20 | 23 | 43 | 1.00 |
| Steve Duchesne  | B   | 43 | 13 | 26 | 39 | .90  |
| Bernie Nicholls | C   | 34 | 16 | 21 | 37 | 1.08 |
| Tony Granato    | HF  | 52 | 13 | 24 | 37 | .71  |
| Mike Murphy     | HF  | 45 | 11 | 20 | 31 | .68  |
| Dustin Brown*   | HF  | 32 | 10 | 17 | 27 | .84  |

## Svenska spelare
Uppdaterat: 2023-01-14
| Målvakter     | Målvakter | Målvakter | Målvakter | Målvakter | Målvakter | Målvakter  | Målvakter | Målvakter | Målvakter | Målvakter | Målvakter | Målvakter | Målvakter  | Målvakter | Målvakter | Målvakter | Målvakter | Målvakter   |
| Spelare       | Nr        | Från      | Till      | Matcher¹  | Vinster¹  | Förluster¹ | Övertid¹  | GAA¹      | SVS%¹     | Nollor¹   | Matcher²  | Vinster²  | Förluster² | Övertid²  | GAA²      | SVS%²     | Nollor²   | Stanley Cup |
| ------------- | --------- | --------- | --------- | --------- | --------- | ---------- | --------- | --------- | --------- | --------- | --------- | --------- | ---------- | --------- | --------- | --------- | --------- | ----------- |
| Erik Ersberg  | 31        | 2007      | 2010      | 53        | 18        | 19         | 10        | 2,55      | .910      | 2         | 1         | 0         | 0          | -         | 9,28      | .500      | 0         | 0           |
| Jhonas Enroth | 1         | 2015      | 2016      | 16        | 7         | 5          | 1         | 2,17      | .922      | 0         | 0         | 0         | 0          | 0         | 0         | 0         | 0         | 0           |

| Utespelare         | Utespelare | Utespelare | Utespelare | Utespelare | Utespelare | Utespelare | Utespelare | Utespelare | Utespelare | Utespelare | Utespelare | Utespelare | Utespelare | Utespelare | Utespelare | Utespelare  |
| Spelare            | Pos        | Nr         | K/A        | Från       | Till       | Matcher¹   | Mål¹       | Assists¹   | Poäng¹     | PIM¹       | Matcher²   | Mål²       | Assists¹   | Poäng²     | PIM²       | Stanley Cup |
| ------------------ | ---------- | ---------- | ---------- | ---------- | ---------- | ---------- | ---------- | ---------- | ---------- | ---------- | ---------- | ---------- | ---------- | ---------- | ---------- | ----------- |
| Juha Widing        | C          | 15         | A          | 1970       | 1977       | 475        | 120        | 194        | 314        | 190        | 8          | 1          | 2          | 3          | 2          | 0           |
| Peter Helander     | B          | 3          |            | 1982       | 1983       | 7          | 0          | 1          | 1          | 0          | 0          | 0          | 0          | 0          | 0          | 0           |
| Ulf Isaksson       | VF         | 28         |            | 1982       | 1983       | 50         | 7          | 15         | 22         | 10         | 0          | 0          | 0          | 0          | 0          | 0           |
| Anders Håkansson   | VF         | 21         |            | 1983       | 1986       | 191        | 31         | 30         | 61         | 61         | 3          | 0          | 0          | 0          | 0          | 0           |
| Mikael Lindholm    | C          | 51         |            | 1989       | 1990       | 18         | 2          | 2          | 4          | 2          | 0          | 0          | 0          | 0          | 0          | 0           |
| Kyösti Karjalainen | VF         | 14         |            | 1991       | 1992       | 28         | 1          | 8          | 9          | 12         | 3          | 0          | 1          | 1          | 2          | 0           |
| Arto Blomsten      | B          | 35         |            | 1995       | 1996       | 6          | 0          | 2          | 2          | 0          | 0          | 0          | 0          | 0          | 0          | 0           |
| Mattias Norström   | B          | 11, 14     | K          | 1996       | 2007       | 780        | 14         | 117        | 136        | 583        | 28         | 0          | 2          | 2          | 26         | 0           |
| Andreas Lilja      | B          | 6          |            | 2000       | 2002       | 45         | 1          | 7          | 8          | 40         | 6          | 0          | 0          | 0          | 6          | 0           |
| Oscar Möller       | C          | 9          |            | 2008       | 2011       | 87         | 12         | 14         | 26         | 22         | 1          | 0          | 0          | 0          | 0          | 0           |
| Fredrik Modin      | VF         | 33         |            | 2010       | 2010       | 20         | 3          | 2          | 5          | 14         | 6          | 3          | 1          | 4          | 2          | 0           |
| Christian Folin    | B          | 5          |            | 2017       | 2018       | 65         | 3          | 10         | 13         | 30         | 4          | 0          | 0          | 0          | 0          | 0           |
| Oscar Fantenberg   | B          | 7          |            | 2017       | 2019       | 73         | 4          | 8          | 12         | 21         | 4          | 0          | 1          | 1          | 2          | 0           |
| Viktor Arvidsson   | HF         | 33         |            | 2021       | 2024       | 161        | 52         | 71         | 123        | 60         | 11         | 1          | 9          | 10         | 2          | 0           |
| Adrian Kempe       | VF         | 9          |            | 2017       | -          |            |            |            |            |            |            |            |            |            |            |             |
| Jacob Moverare     | B          | 57         |            | 2021       | -          |            |            |            |            |            |            |            |            |            |            |             |
| Joakim Ryan        | B          | 6          |            | 2019       | 2020       | 35         | 1          | 4          | 5          | 10         | 0          | 0          | 0          | 0          | 0          | 0           |
| Carl Grundström    | HF         | 91         |            | 2019       | 2024       | 236        | 40         | 27         | 67         | 84         | 17         | 3          | 2          | 5          | 4          | 0           |
| Lias Andersson     | C          | 17         |            | 2020       | 2023       | 44         | 4          | 4          | 8          | 24         | 0          | 0          | 0          | 0          | 0          | 0           |
| Tobias Björnfot    | B          | 7          |            | 2019       | 2024       | 117        | 1          | 14         | 15         | 26         | 0          | 0          | 0          | 0          | 0          | 0           |
| Alexander Edler    | B          | 2          |            | 2022       | 2023       | 105        | 5          | 25         | 30         | 68         | 11         | 0          | 2          | 2          | 18         | 0           |
| Andre Lee          | VF         | 47         |            | 2024       |            |            |            |            |            |            |            |            |            |            |            |             |

¹ = Grundserie
² = Slutspel
Övertid = Vunnit matcher som har gått till övertid. | GAA = Insläppta mål i genomsnitt | SVS% = Räddningsprocent | Nollor = Hållit nollan det vill säga att motståndarlaget har ej lyckats göra mål på målvakten under en match. | K/A = Om spelare har varit lagkapten och/eller assisterande lagkapten | PIM = Utvisningsminuter

## Draftade spelare
| År   |                                            | Spelare                                    | Pos.                                       | NHL-klubbar                                                    | NHL-karriär                                |                                            |
| ---- | ------------------------------------------ | ------------------------------------------ | ------------------------------------------ | -------------------------------------------------------------- | ------------------------------------------ | ------------------------------------------ |
| 1967 | Kanada                                     | B                                          | Rick Pagnutti                              | (Spelade aldrig i NHL.)                                        | (Spelade aldrig i NHL.)                    | Vald som nummer ett.                       |
| 1968 | Kanada                                     | B                                          | Jim McInally                               | (Spelade aldrig i NHL.)                                        | (Spelade aldrig i NHL.)                    | Vald som nummer sju.                       |
| 1969 | Kings saknade val i förstarundan.          | Kings saknade val i förstarundan.          | Kings saknade val i förstarundan.          | Kings saknade val i förstarundan.                              | Kings saknade val i förstarundan.          | Kings saknade val i förstarundan.          |
| 1970 | Kings saknade val i förstarundan.          | Kings saknade val i förstarundan.          | Kings saknade val i förstarundan.          | Kings saknade val i förstarundan.                              | Kings saknade val i förstarundan.          | Kings saknade val i förstarundan.          |
| 1971 | Kings saknade val i förstarundan.          | Kings saknade val i förstarundan.          | Kings saknade val i förstarundan.          | Kings saknade val i förstarundan.                              | Kings saknade val i förstarundan.          | Kings saknade val i förstarundan.          |
| 1972 | Kings saknade val i förstarundan.          | Kings saknade val i förstarundan.          | Kings saknade val i förstarundan.          | Kings saknade val i förstarundan.                              | Kings saknade val i förstarundan.          | Kings saknade val i förstarundan.          |
| 1973 | Kings saknade val i förstarundan.          | Kings saknade val i förstarundan.          | Kings saknade val i förstarundan.          | Kings saknade val i förstarundan.                              | Kings saknade val i förstarundan.          | Kings saknade val i förstarundan.          |
| 1974 | Kings saknade val i förstarundan.          | Kings saknade val i förstarundan.          | Kings saknade val i förstarundan.          | Kings saknade val i förstarundan.                              | Kings saknade val i förstarundan.          | Kings saknade val i förstarundan.          |
| 1975 | Kanada                                     | C                                          | Timothy Young                              | North Stars, Jets, Flyers                                      | 1975–1985                                  | Vald som nummer 16.                        |
| 1976 | Kings saknade val i förstarundan.          | Kings saknade val i förstarundan.          | Kings saknade val i förstarundan.          | Kings saknade val i förstarundan.                              | Kings saknade val i förstarundan.          | Kings saknade val i förstarundan.          |
| 1977 | Kings saknade val i förstarundan.          | Kings saknade val i förstarundan.          | Kings saknade val i förstarundan.          | Kings saknade val i förstarundan.                              | Kings saknade val i förstarundan.          | Kings saknade val i förstarundan.          |
| 1978 | Kings saknade val i förstarundan.          | Kings saknade val i förstarundan.          | Kings saknade val i förstarundan.          | Kings saknade val i förstarundan.                              | Kings saknade val i förstarundan.          | Kings saknade val i förstarundan.          |
| 1979 | Kanada                                     | B                                          | Gordon Wells                               | Canucks, Black Hawks, Penguins                                 | 1970–1980                                  | Vald som nummer två.                       |
| 1980 | Kanada                                     | B                                          | Larry Murphy                               | Kings, Capitals, North Stars, Penguins, Maple Leafs, Red Wings | 1980–2001                                  | Vald som nummer 4.                         |
| 1980 | Kanada                                     | HF                                         | James Fox                                  | Kings                                                          | 1980–1990                                  | Vald som nummer tio.                       |
| 1981 | Kanada                                     | C                                          | Douglas Smith                              | Kings, Sabres, Oilers, Canucks, Penguins                       | 1981–1990                                  | Vald som nummer två.                       |
| 1982 | Kings saknade val i förstarundan.          | Kings saknade val i förstarundan.          | Kings saknade val i förstarundan.          | Kings saknade val i förstarundan.                              | Kings saknade val i förstarundan.          | Kings saknade val i förstarundan.          |
| 1983 | Kings saknade val i förstarundan.          | Kings saknade val i förstarundan.          | Kings saknade val i förstarundan.          | Kings saknade val i förstarundan.                              | Kings saknade val i förstarundan.          | Kings saknade val i förstarundan.          |
| 1984 | Kanada                                     | B                                          | Craig Redmond                              | Kings, Oilers                                                  | 1984–1989                                  | Vald som nummer sex.                       |
| 1985 | Kanada                                     | HF                                         | Craig Duncanson                            | Kings, Jets                                                    | 1986–1991, 1992–1993                       | Vald som nummer nio.                       |
| 1985 | Kanada                                     | C                                          | Dan Gratton                                | Kings                                                          | 1987–1988                                  | Vald som nummer tio.                       |
| 1986 | USA                                        | C                                          | Jimmy Carson                               | Kings, Oilers, Red Wings, Canucks, Whalers                     | 1986–1996                                  | Vald som nummer sju.                       |
| 1987 | Kanada                                     | B                                          | Wayne McBain                               | Kings, Islanders, Jets                                         | 1987–1992, 1993–1994                       | Vald som nummer fyra.                      |
| 1988 | Kanada                                     | VF                                         | Martin Gélinas                             | Oilers, Nordiques, Canucks, Hurricanes, Flames                 | 1988–2004                                  | Vald som nummer två.                       |
| 1989 | Kings saknade val i förstarundan.          | Kings saknade val i förstarundan.          | Kings saknade val i förstarundan.          | Kings saknade val i förstarundan.                              | Kings saknade val i förstarundan.          | Kings saknade val i förstarundan.          |
| 1990 | Kanada                                     | B                                          | Darryl Sydor                               | Kings, Stars, Blue Jackets, Lightning, Penguins, Blues         | 1991–2010                                  | Vald som nummer sju.                       |
| 1991 | Kings saknade val i förstarundan.          | Kings saknade val i förstarundan.          | Kings saknade val i förstarundan.          | Kings saknade val i förstarundan.                              | Kings saknade val i förstarundan.          | Kings saknade val i förstarundan.          |
| 1992 | Kings saknade val i förstarundan.          | Kings saknade val i förstarundan.          | Kings saknade val i förstarundan.          | Kings saknade val i förstarundan.                              | Kings saknade val i förstarundan.          | Kings saknade val i förstarundan.          |
| 1993 | Kings saknade val i förstarundan.          | Kings saknade val i förstarundan.          | Kings saknade val i förstarundan.          | Kings saknade val i förstarundan.                              | Kings saknade val i förstarundan.          | Kings saknade val i förstarundan.          |
| 1994 | Kanada                                     | MV                                         | Jamie Storr                                | Kings, Hurricanes                                              | 1994–2004                                  | Vald som nummer sju.                       |
| 1995 | Finland                                    | B                                          | Aki Berg                                   | Kings, Maple Leafs                                             | 1995–1998, 1999–2006                       | Vald som nummer tre.                       |
| 1996 | Kings saknade val i förstarundan.          | Kings saknade val i förstarundan.          | Kings saknade val i förstarundan.          | Kings saknade val i förstarundan.                              | Kings saknade val i förstarundan.          | Kings saknade val i förstarundan.          |
| 1997 | Finland                                    | C                                          | Olli Jokinen                               | Kings, Islanders, Panthers, Coyotes, Flames, Rangers, Jets     | 1997–                                      | Vald som nummer tre.                       |
| 1997 | Kanada                                     | VF                                         | Matt Zultek                                | (Har ännu inte spelat i NHL.)                                  | (Har ännu inte spelat i NHL.)              | Vald som nummer 15.                        |
| 1998 | Kanada                                     | B                                          | Mathieu Biron                              | Islanders, Lightning, Panthers, Capitals                       | 1999–2006                                  | Vald som nummer fyra.                      |
| 1999 | Kings saknade val i förstarundan.          | Kings saknade val i förstarundan.          | Kings saknade val i förstarundan.          | Kings saknade val i förstarundan.                              | Kings saknade val i förstarundan.          | Kings saknade val i förstarundan.          |
| 2000 | Ryssland                                   | VF                                         | Aleksandr Frolov                           | Kings, Rangers                                                 | 2002–2011                                  | Vald som nummer 20.                        |
| 2001 | Sverige                                    | VF                                         | Jens Karlsson                              | (Har ännu inte spelat i NHL.)                                  | (Har ännu inte spelat i NHL.)              | Vald som nummer 18.                        |
| 2001 | USA                                        | VF                                         | David Steckel                              | Capitals, Devils, Maple Leafs, Ducks                           | 2006–                                      | Vald som nummer 30.                        |
| 2002 | Ryssland                                   | B                                          | Denis Grebesjkov                           | Kings, Islanders, Oilers, Predators                            | 2003–2010, 2013–                           | Vald som nummer 18.                        |
| 2003 | USA                                        | C                                          | Dustin Brown                               | Kings                                                          | 2003–                                      | Vald som nummer 13.                        |
| 2003 | USA                                        | C                                          | Brian Boyle                                | Kings, Rangers                                                 | 2007–                                      | Vald som nummer 26.                        |
| 2003 | Kanada                                     | VF                                         | Jeff Tambellini                            | Kings, Islanders, Canucks                                      | 2005–2011                                  | Vald som nummer 27.                        |
| 2004 | Finland                                    | HF                                         | Lauri Tukonen                              | Kings                                                          | 2006–2008                                  | Vald som nummer elva.                      |
| 2005 | Slovenien                                  | C                                          | Anže Kopitar                               | Kings                                                          | 2006–                                      | Vald som nummer elva.                      |
| 2006 | Kanada                                     | MV                                         | Jonathan Bernier                           | Kings, Maple Leafs                                             | 2007–2008, 2009–                           | Vald som nummer elva.                      |
| 2006 | USA                                        | C                                          | Trevor Lewis                               | Kings                                                          | 2008–                                      | Vald som nummer 17.                        |
| 2007 | Kanada                                     | B                                          | Thomas Hickey                              | Islanders                                                      | 2013–                                      | Vald som nummer fyra.                      |
| 2008 | Kanada                                     | B                                          | Drew Doughty                               | Kings                                                          | 2008–                                      | Vald som nummer två.                       |
| 2008 | Kanada                                     | B                                          | Colten Teubert                             | Oilers                                                         | 2011–                                      | Vald som nummer 13.                        |
| 2009 | Kanada                                     | C                                          | Brayden Schenn                             | Kings, Flyers                                                  | 2009–                                      | Vald som nummer 22.                        |
| 2010 | USA                                        | B                                          | Derek Forbort                              | (Har ännu inte spelat i NHL.)                                  | (Har ännu inte spelat i NHL.)              | Vald som nummer 15.                        |
| 2011 | Kings saknade val i förstarundan.          | Kings saknade val i förstarundan.          | Kings saknade val i förstarundan.          | Kings saknade val i förstarundan.                              | Kings saknade val i förstarundan.          | Kings saknade val i förstarundan.          |
| 2012 | Kanada                                     | VF                                         | Tanner Pearson                             | Kings                                                          |                                            | Vald som nummer 30.                        |
| 2013 | Organisationen saknade val i förstarundan. | Organisationen saknade val i förstarundan. | Organisationen saknade val i förstarundan. | Organisationen saknade val i förstarundan.                     | Organisationen saknade val i förstarundan. | Organisationen saknade val i förstarundan. |